# Poale Zion
Poalé Zion - voor een Progressief Israël (ook wel: Poalei Tziyon of Poaley Syjon) (Hebreeuws: פועלי ציון, "Werkers van Zion") is een wereldwijde Joodse organisatie die zichzelf betitelt als progressief Joods, sociaal-zionistisch, en actief voor een democratisch, vreedzaam en pluralistisch Israël. De organisatie is aangesloten bij de Federatie Nederlandse Zionisten, de World Labour Zionist Movement en de World Union of Yachad / Meretz. Ze onderhoudt, net als SIVMO en Een Ander Joods Geluid, contacten met de Israëlische vredesbeweging, en met linkse Israëlische partijen. In Israël zelf is het een vroegere politieke partij die is opgegaan in andere partijen.

## Geschiedenis

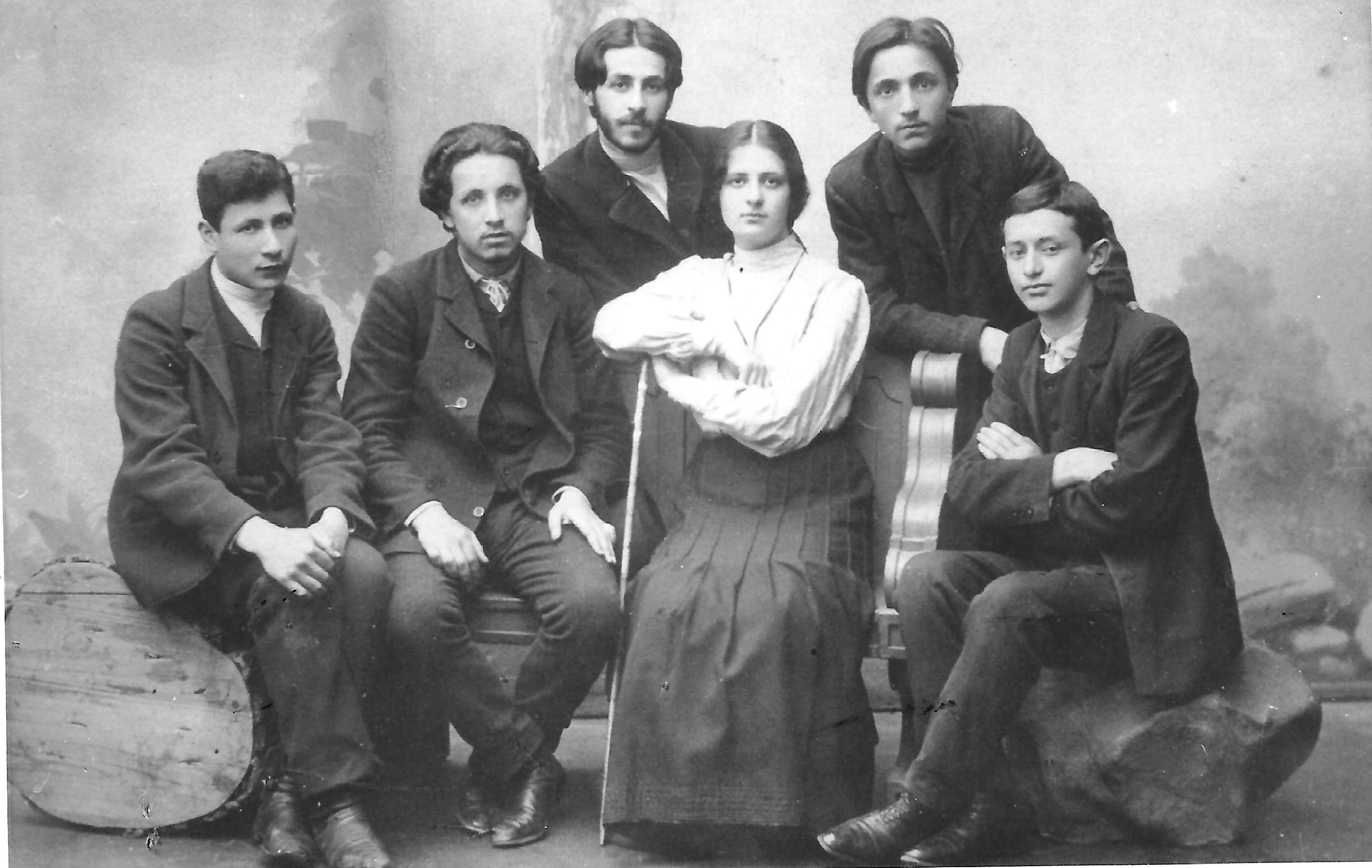
Een groep behorend bij Poale Zion in Warschau, 1905

Poalé Zion betekent "arbeiders van Zion". De beweging is in 1901 door marxistische zionistische arbeiders in verscheidene Russische steden gesticht, toen de Bund het zionisme van Theodor Herzl afwees. In 1903 werd een Amerikaanse afdeling opgericht en in 1906 zelfs een formele Poalé Zion-partij in Poltava in Oekraïne, geleid door Ber Borochov, die vooral in Polen, maar ook elders in Europa navolging kreeg, bijvoorbeeld in Oostenrijk, maar ook in Palestina. De Nederlandse afdeling werd al eerder, in 1905, opgericht.
De destijds geformuleerde hoofdpunten van de ideologie van PZ waren:
- aanvaarding van de marxistische historisch-materialistische blik op de geschiedenis
- tegelijkertijd aangevuld met nationalisme als historische drijfveer.

In de te vormen staat Israël zou een Joods proletariaat ontstaan, dat vanzelfsprekend de klassenstrijd aan zou gaan.
In het Ottomaanse Palestina richtte PZ de organisatie Hashomer Hatzair op die de Joodse nederzettingen, de latere kibboetsen, bewaakten. De concepten verovering van de arbeid (Hebreeuws: Kibbush Ha'avoda) en Hebreeuwse arbeid (Avoda Ivrit) werden als uitgangspunt genomen. Er werden arbeidsbureas, collectieve gaarkeukens en gezondheidscentra opgezet. Later zouden deze de ruggengraat vormen van het arbeiderszionisme in Israël.
Tijdens de Eerste Wereldoorlog rekruteerde PZ vrijwilligers voor het Joodse Legioen dat de Britten hielp de Turken te verdrijven.
In Polen en andere Oost- en Centraal-Europese landen functioneerde Poalé Zion tot de Tweede Wereldoorlog, toen zij die niet geëmigreerd waren, ten onder gingen als gevolg van de door de nazi's en hun bondgenoten opgezette Holocaust. In de Verenigde Staten werd de Hechaloetz-beweging opgericht, de Yiddishe Arbeiters Farband, en Haboniem Dror.

## Splitsing
Poalé Zion viel in 1920 in twee facties uiteen, in navolging van een soortgelijk "schisma" van de Tweede Internationale. Ook kan zeker niet de invloed onderkend worden van de totale chaos en het vele brute geweld in de jonge Bolsjewieken-staat, het Rusland van 1917 tot 1924.
De rechtervleugel (ook wel: Rechts Poalé Zion, Poalé Zion rechts of gewoon Poalé Zion) schaarde zich achter een niet-marxistisch, gematigd socialistisch partijprogramma, sterk verbonden met die Tweede Internationale. In feite evolueerde deze vleugel tot een sociaaldemocratische partij. 
 De in 1906 en 1907 naar Palestina geëmigreerde belangrijkste PZ-kopstukken David Ben-Gurion (in 1904 als student aan de Universiteit van Warschau lid geworden) en Yitzhak Ben-Zvi (vriend van Ber Borochov en een van de eerste leden van de Oekraïense PZ) bleven na het schisma PZ-rechts in Palestina leiden, waarbij coalities werden aangegaan met andere bewegingen om meer politiek gewicht in de schaal te kunnen leggen.
De linkervleugel (ook wel: Links Poalé Zion of Poalé Zion links) beschouwde de Tweede Internationale als niet radicaal genoeg en ging zelfs zover om de leden die zich ermee verbonden te beschuldigen van verraad aan de revolutionaire beginselen van Borochov. Ironisch genoeg had deze in 1914 een gematigder ideologie aangenomen, waarbij hij zich publiekelijk als sociaaldemocraat presenteerde.
PZ-links steunde de Bolsjewistische revolutie en bleef sympathiseren met marxisme en communisme. Ze bleef tevergeefs bij de Sovjet-Unie lobbyen voor het lidmaatschap van de Communistische Internationale; de Sovjets, vooral de niet-zionistische joodse leden, bleven wantrouwend tegenover zionistische nationalistische tendensen, waarbij nog de persoonlijke particularismen tegen PZ-leden kwam.
De steun voor de bolsjewieken had bestaan in het vormen van "Borochov Brigades" binnen het Rode Leger die tot 1928 wettelijk toegestaan werden, totdat de NKVD ze liquideerde. De meeste andere zionistische organisaties waren al in 1919 verboden, maar PZ-links kon voortbestaan vanwege de officiële erkenning als "communistische" partij. Vele leden liepen echter toch over naar de Russische Communistische Partij. PZ-links genoot tot de Tweede Wereldoorlog meer succes en populariteit in het Verenigd Koninkrijk en Polen.
Tijdens een korte periode na de oorlog waren beide vleugels van PZ legale politieke Poolse partijen, maar onduidelijk is voor hoelang ze levensvatbaar bleven. Een grootschalige campagne van het nieuwe communistische Poolse regime tegen joodse politieke partijen leidde in februari 1950 tot hun ontbinding.

## Joods verzet in bezet Polen (1939-1945)
De joodse verzetsorganisatie ZOB werd gevormd uit een coalitie van groepen als beide PZ-vleugels, Hashomer Hatzair, Haboniem-Dror, Bne Akiwa, de Bund en verschillende joods communistische groepen. Belangrijke joodse verzetsstrijders uit PZ-kringen die vochten tijdens de Holocaust en de opstand in het getto van Warschau:
- Adolf Berman, ZOB-vechter uit Warschau; secretaris van Zegota. (PZ-links)
- Hersz Berlinksi, lid van het ZOB-Commando (PZ-links)
- Yochanan Morgenstern, eveneens (PZ-rechts)
- Emmanuel Ringelblum, lid van ZOB; kroniekschrijver van het Getto van Warschau (PZ-links).

## Verder historisch belang
In naoorlogs Palestina vormde David Ben-Gurion PZ-rechts om tot de partij Achdoet Ha'avoda, later evoluerend tot Mapai en Achdoet Avoda-Poale Zion. PZ-links fuseerde met Hashomer Hatzair en andere extreemlinkse partijen en vormde de partij Mapam, dat later aan de wieg stond van de hedendaagse Meretz- en Yachadpartijen.